# Reed Morano
Reed Morano (Omaha, 15 april 1977) is een Amerikaanse cameravrouw (director of photography) en regisseur. Ze is vooral bekend van de films Frozen River, Kill Your Darlings en Meadowland.

## Carrière
Reed Morano werd in 1977 geboren in Omaha (Nebraska) en studeerde aan de Universiteit van New York. In 2000 behaalde ze haar diploma aan de Tisch School of the Arts. Later keerde ze terug naar de universiteit als lesgeefster en assistente.
Aan het begin van haar carrière werkte Morano mee aan verscheidene korte films en tv-producties. Zo filmde ze meer dan twintig afleveringen van de TLC-realityserie Cover Shot en zestien afleveringen van de reeks Psychic Detectives van Court TV. Haar doorbraak als director of photography kwam er in 2008 met de langspeelfilm Frozen River, die op het Sundance Film Festival de Grand Jury Prize won en later ook voor twee Academy Awards genomineerd werd. In 2013 filmde Morano ook de biografische film Kill Your Darlings, die gebaseerd was op het leven van Beat-dichters als Allen Ginsberg en Lucien Carr. Dat jaar werd ze ook het jongste lid ooit van de American Society of Cinematographers (ASC).
In 2012 was Morano ook betrokken bij de muziekdocumentaire Shut Up and Play the Hits, over de Amerikaanse band LCD Soundsystem. Twee jaar later werkte ze mee aan de HBO-serie Looking, die ondanks goede kritieken na reeds twee seizoenen geannuleerd werd.
In 2015 volgde met Meadowland het regiedebuut van Morano, die zelf ook het camerawerk verzorgde. De film kon rekenen op de medewerking van een bekende cast bestaande uit Juno Temple, Giovanni Ribisi, Olivia Wilde, Elisabeth Moss, Luke Wilson, John Leguizamo en Ty Simpkins.
In 2017 won ze een Emmy Award voor het regisseren van de aflevering "Offred" van de dramaserie The Handmaid's Tale.

## Prijzen en nominaties
| Jaar | Prijs      | Categorie                | Film/Serie                                       | Resultaat   |
| ---- | ---------- | ------------------------ | ------------------------------------------------ | ----------- |
| 2017 | Emmy Award | Beste camerawerk         | Divorce (2016) (aflevering "Pilot")              | Genomineerd |
| 2017 | Emmy Award | Beste regie (dramaserie) | The Handmaid's Tale (2017) (aflevering "Offred") | Gewonnen    |

## Filmografie

### Als director of photography
- Off the Grid: Life on the Mesa (docu) (2007)
- Frozen River (2008)
- Little Birds (2011)
- Yelling to the Sky (2011)
- For Ellen (2012)
- Shut Up and Play the Hits (docu) (2012)
- Free Samples (2012)
- The Magic of Belle Isle (2012)
- Kill Your Darlings (2013)
- The Inevitable Defeat of Mister & Pete (2013)
- Autumn Blood (2013)
- The Skeleton Twins (2014)
- War Story (2014)
- Looking (tv-serie) (2014)
- And So It Goes (2014)
- Divorce (tv-serie) (2016)
- Meadowland (2015)
- Vinyl (tv-serie) (2016)
- Divorce (tv-serie) (2016)
- Joan Didion: The Center Will Not Hold (docu) (2017)
- I Think We're Alone Now (2018)

### Als regisseur
- Meadowland (2015)
- Halt and Catch Fire (tv-serie) (2016)
- Billions (tv-serie) (2017)
- The Handmaid's Tale (tv-serie) (2017)
- I Think We're Alone Now (2018)
- The Rhythm Section (2020)